# Dhyangro

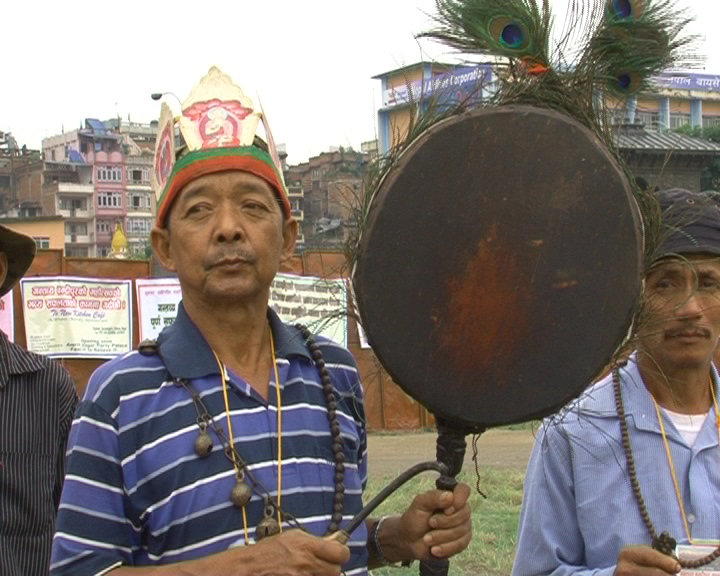
Ein nepalesischer Schamane (Jhankri) schlägt eine dhyangro.

Dhyangro (Nepali ढ्याङ्ग्रो, dhyāngro) ist eine zweifellige Stieltrommel mit einem langen Handgriff, die von Schamanen der tibetischen Kulturregion im Himalaya für Rituale geschlagen wird. Die bei verschiedenen Ethnien im Osten Nepals verbreitete dhyangro wird wegen ihrer Verwendung für therapeutische Zwecke (Geistheilungen) und bei Wahrsagungen zu den Schamanentrommeln gezählt. Bei den üblicherweise nachts stattfindenden Sitzungen schlagen die Schamanen (Jhankri) die Trommel, sprechen Mantras und versetzen sich in einen Zustand der Besessenheit von bestimmten Geistern, um eine Diagnose zu stellen und um ihre Patienten mit Hilfe eines Besens (chamer) von den als Krankheitsverursacher erkannten Geistern zu befreien.

## Herkunft und Verbreitung

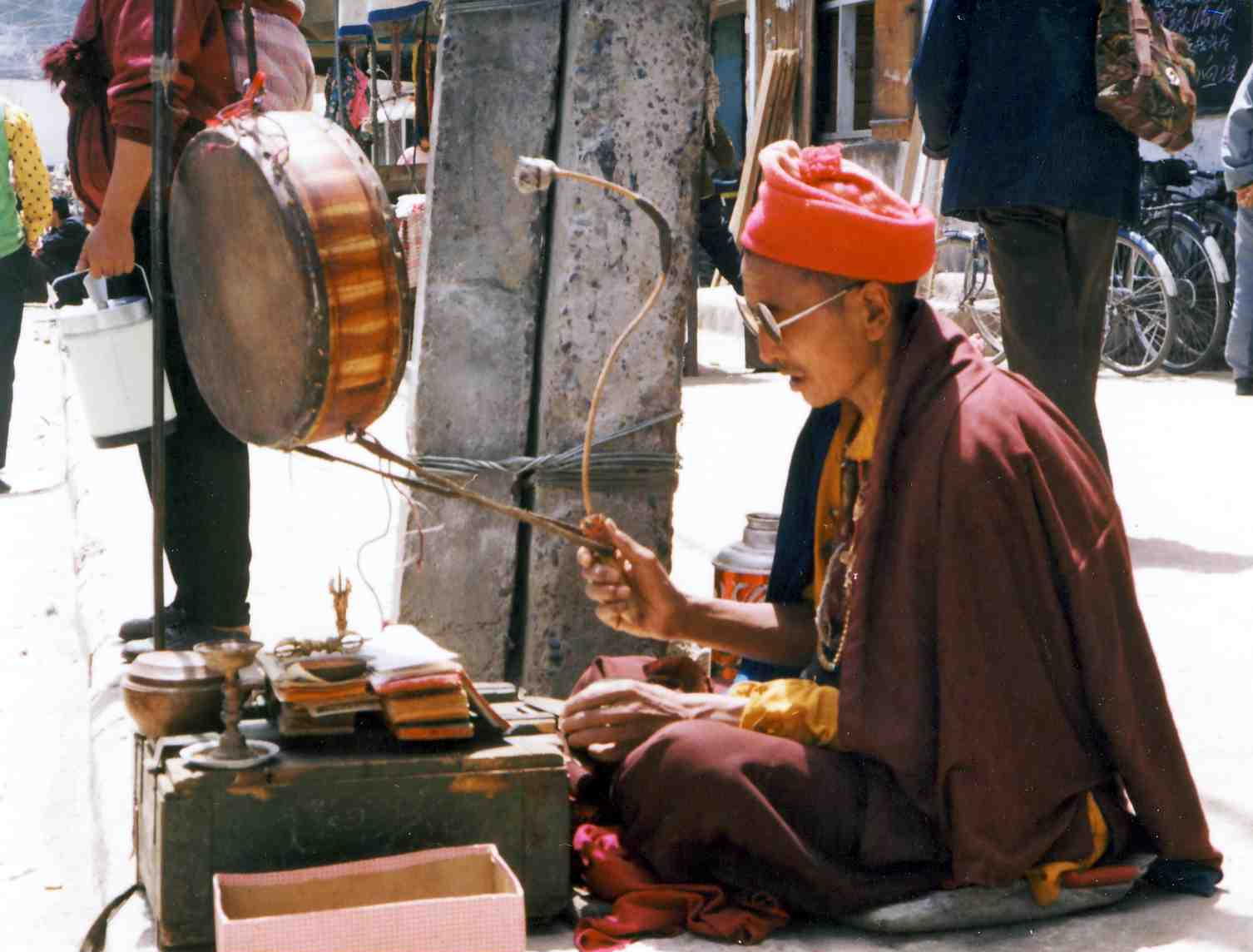
Wandernder Bettelmönch in Lhasa mit der ähnlichen tibetischen Doppelfelltrommel rnga

In der nepalesischen Musikkultur überlagern sich Elemente einer einheimischen Tradition mit Einflüssen der indischen Musik aus dem Süden und der tibetischen Musik im Hochland nördlich des Himalayahauptkamms. Entsprechend kommen religiöse und mythologische Vorstellungen aus dem Animismus, dem Hinduismus und dem tibetischen Buddhismus zusammen. Im Buddhismus, der ab dem 7./8. Jahrhundert in der Gebirgsregion Fuß fasste, haben sich magische Vorstellungen der alten Volksreligion Bön erhalten. Nach der Legende praktizierten berühmte buddhistische Autoritäten Wunderheilungen, Geisteraustreibungen und den magischen Flug. Zahlreiche Ethnien, in Kasten segmentierte Gesellschaften und durch schlechte Verkehrsverbindungen isolierte Regionen haben zur Bewahrung regionaler eigenständiger Kulturtraditionen beigetragen.
Bei den meisten nepalesischen Trommeltypen ist ihre Zugehörigkeit zu einer bestimmten Kaste oder Ethnie strikt festgelegt, nur wenige Trommeln, darunter die zweifellige Fasstrommel madal (bedeutet auf Nepali auch allgemein „Trommel“) sind keiner Gruppe zugeordnet. Weit verbreitet sind mehr oder weniger stark bauchige Fasstrommeln (dholak, dhimay, pashchima, dha) und meist rituell verwendete Sanduhrtrommeln wie die hudka (vgl. hurka) in Westnepal und die kleinere sanduhrförmige Klappertrommel damaru, die von der indischen in die tibetische Kultmusik gelangte. Kesseltrommeln wie damaha, tamar und die paarig gespielte nagara sind demgegenüber weniger häufig, selten sind Rahmentrommeln. Zu letzteren gehört eine jhyali genannte Rahmentrommel mit Schellen, die bei den Jyapu, einer Kaste der Newar vorkommt. Eine weitere Rahmentrommel mit Schellen nennen die Tamang und die Bothia damphu (damfu).
Die damphu ist eine einfellige, meist hölzerne Rahmentrommel, die mit der linken Hand am Rand gehalten und mit der rechten Hand geschlagen wird. Sie wird solistisch gespielt und dient zur Gesangs- und Tanzbegleitung. Die Membran mit einem Durchmesser von etwa 30 Zentimetern wird mit langen Holzstiften am Rahmen verspannt. Auch wenn die damphu mit der tibetischen Kultur verbunden ist, könnte sie nach ihrer Bauart mit Rahmentrommeln des islamischen Raums (daff) in Beziehung stehen.

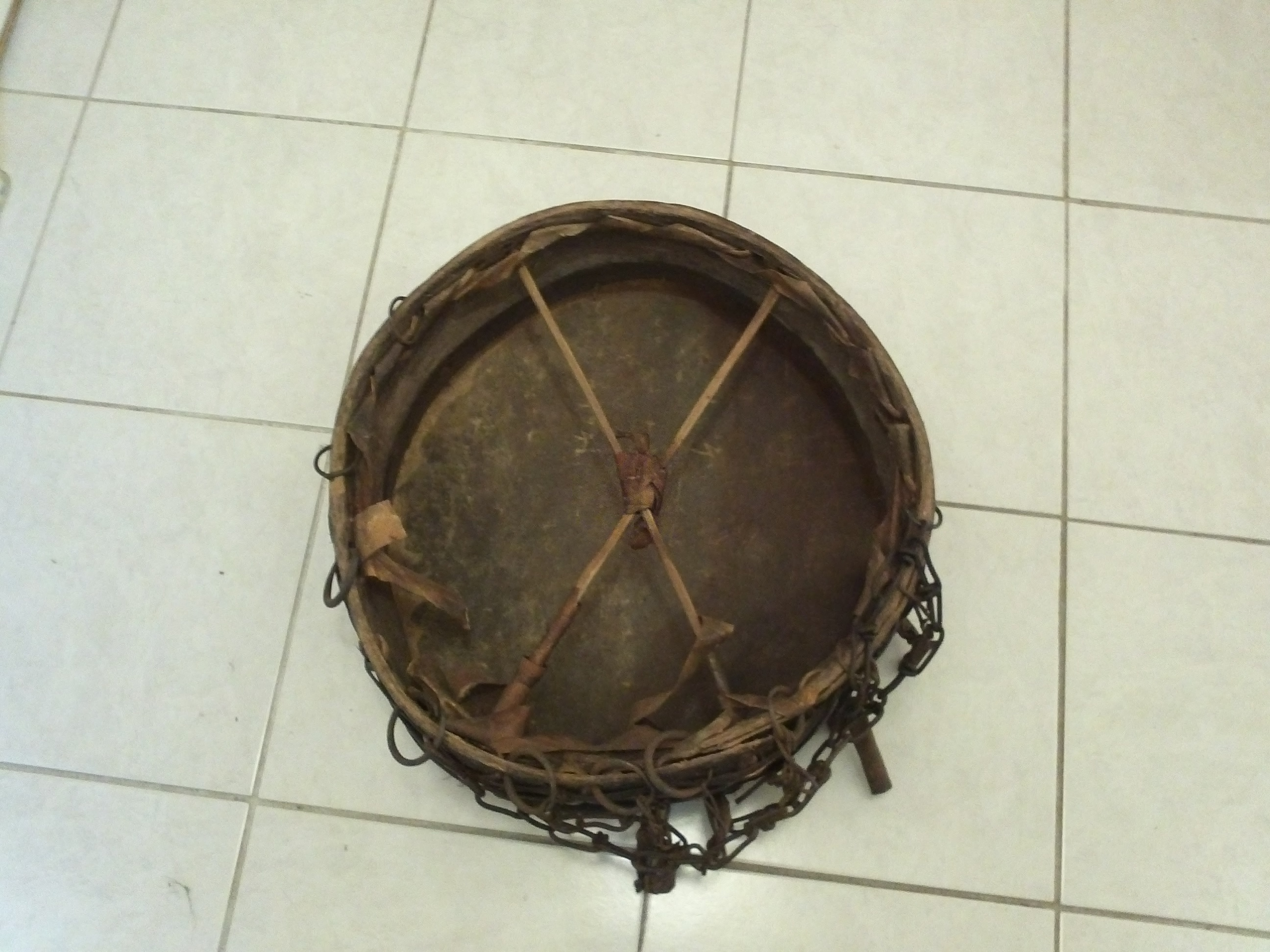
Unterseite der Schamanentrommel ring der Chepang

In der Himalayaregion gehören die für Heilungen und in Kulten verwendeten Zeremonialtrommeln zwei unterschiedlichen Typen an. Hauptsächlich in der westnepalesischen Region Dhaulagiri (Bergregionen von Dhaulagiri und Annapurna) sind kreisrunde einfellige Rahmentrommeln verbreitet, die an der Unterseite zwei diagonale Holzstreben besitzen, welche als Handgriff dienen. Sie entsprechen nordasiatischen Typen. In diesem beschränkten Verbreitungsgebiet heißen die Rahmentrommeln nah bei den Gurung, rnga bei den Thakali, re bei den Kham-Magar und ring bei den Chepang. Die genannten Volksgruppen sprechen tibetobirmanische Sprachen. Manche Rahmentrommeln sind mit Ketten und Schellen behängt, die umlaufend am Rand an Ringen befestigt sind. Die Membran der ring ist am Rahmen aufgeklebt. Die Bhujel nennen ihre mit Ziegenhaut bespannte Rahmentrommel dhyangro, obwohl sie dem einfelligen Typ entspricht.
In einem wesentlich größeren Gebiet Nepals östlich des Dhaulagiri ist der tibetische Schamanentrommeltyp mit externem Handgriff verbreitet, der hier dhyangro genannt wird. Die „Ostnepalesische Schamanentrommel“ dhyangro kommt vom Tal des Kali Gandaki im Westen bis nach Kalimpong im indischen Distrikt Darjeeling und in Sikkim jenseits der Ostgrenze Nepals vor.
In Ladakh und angrenzenden Regionen heißt die entsprechende zweifellige Stieltrommel gna. Ihr Rahmen ist aufwendig mit bedeutungsvollen Motiven in bunten Lackfarben bemalt. Die kleine Version der gna wird am Stiel gehalten und mit einem dünnen gebogenen Stock geschlagen. Sie wird zur Begleitung von Tänzen (besonders dem Tanz  gna cham), für Wahrsagungen und Geistheilungen eingesetzt. Daneben existiert die größere gna chen (gna chung), die in einem Holzgestell aufgehängt ist und bei tantrisch-buddhistischen Ritualen gebraucht wird.
Bereits im Rigveda, einer im 2. Jahrtausend v. Chr. entstandenen Hymnensammlung, sind die Namen altindischer Trommeln erwähnt. Neben zweifelligen Trommeln findet sich der Name dundubhi für eine Kesseltrommel (als dhamsa erhalten) und in der Wortzusammensetzung bhumidundhubi für die „Erdtrommel“ (Sanskrit bhumi, „Erde“). Diese einfachste Form einer Ritualtrommel war eine bei Opferstätten ausgehobene Grube mit einem darüber gespannten Stierfell, das mit einem Stock geschlagen wurde. Kesselförmige Trommeln, die auch in nachchristlichen Quellen mutmaßlich dundubhi genannt werden, sind auf Reliefs in Gandhara aus dem 1./2. Jahrhundert n. Chr. bekannt. In der graeco-buddhistischen Kunst Gandharas sticht die Abbildung einer kleinen Stieltrommel auf einem Relief hervor, welche den Schlangenkönig Aravala zeigt, der von zwei Tänzerinnen und vier Musikerinnen umgeben ist. Die mit der tibetischen Kultur verbundene Abbildung der Stieltrommel schlagenden Musikerin in Gandhara zeigt das hohe Alter dieses Instrumententyps. Die Gandhara-Stieltrommel ist etwa halb so groß, aber in der Form ähnlich wie eine heutige dhyangro. Der Ursprung der tibetischen Stieltrommeln ist in Indien zu suchen.

## Bauform

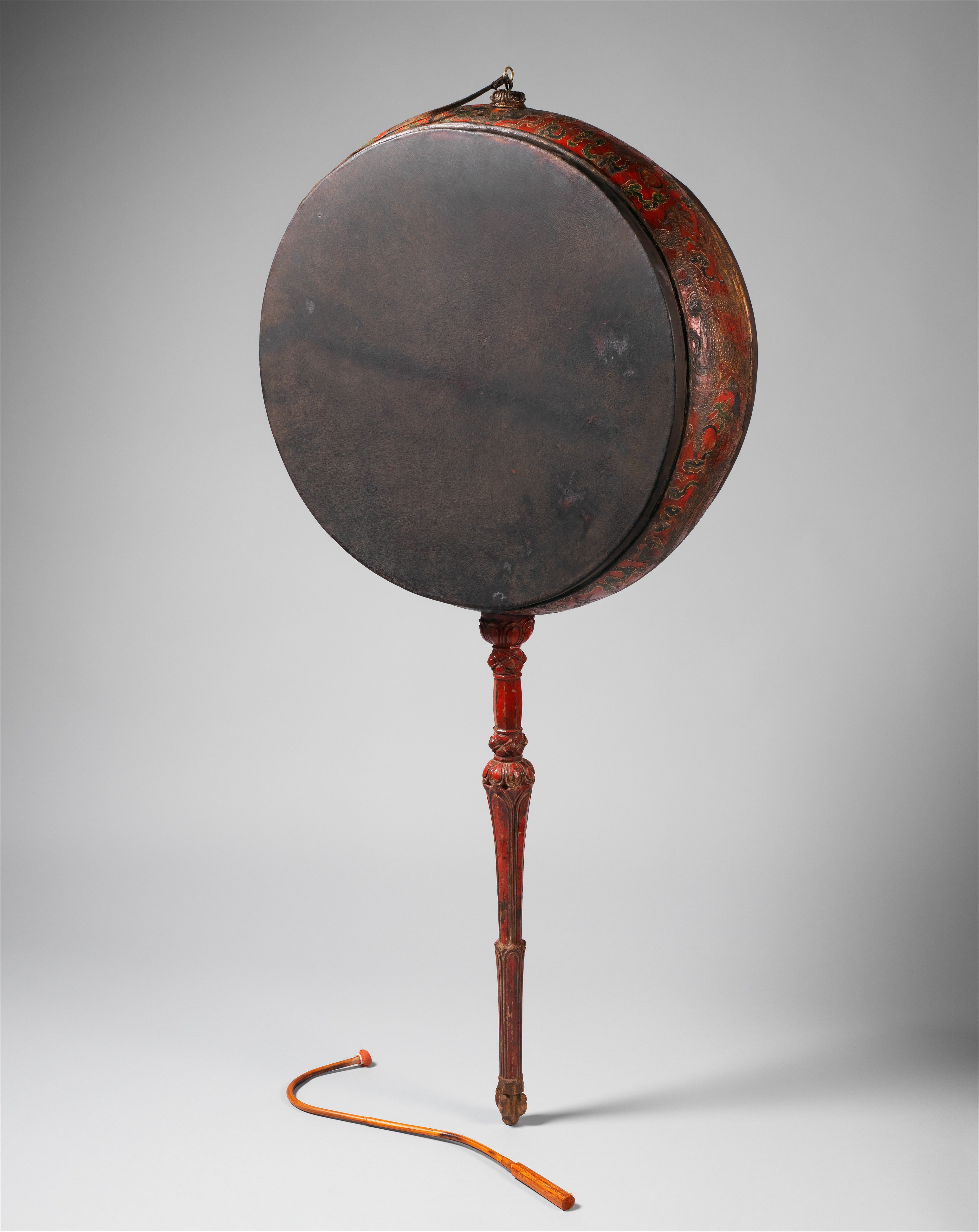
Tibetische Stieltrommel lag-rnga, bei tibetisch-buddhistischen Ritualen verwendet. 18. Jahrhundert

Der kreisrunde hölzerne Rahmen der dhyangro ist etwa 20 Zentimeter hoch und besitzt einen Durchmesser von 30 bis 50 Zentimetern. Beide Seiten sind mit Ziegenhäuten bespannt und an Holzringen fixiert, die X-förmig mit Hautstreifen gegeneinander verschnürt werden. Im Innern befinden sich rudraksha (Sanskrit, „Rudras Augen“) genannte Samen des Baums Elaeocarpus ganitrus, die beim Schlagen der Trommel ein prasselndes Geräusch produzieren und ansonsten zur Herstellung von Gebetsketten (Mala) verwendet werden. Der hölzerne Handgriff (Nepali murra tibetisch rnga-yu) ist in der Form eines Dolches (phurba) geschnitzt und aufwendig mit symbolischen Motiven verziert.

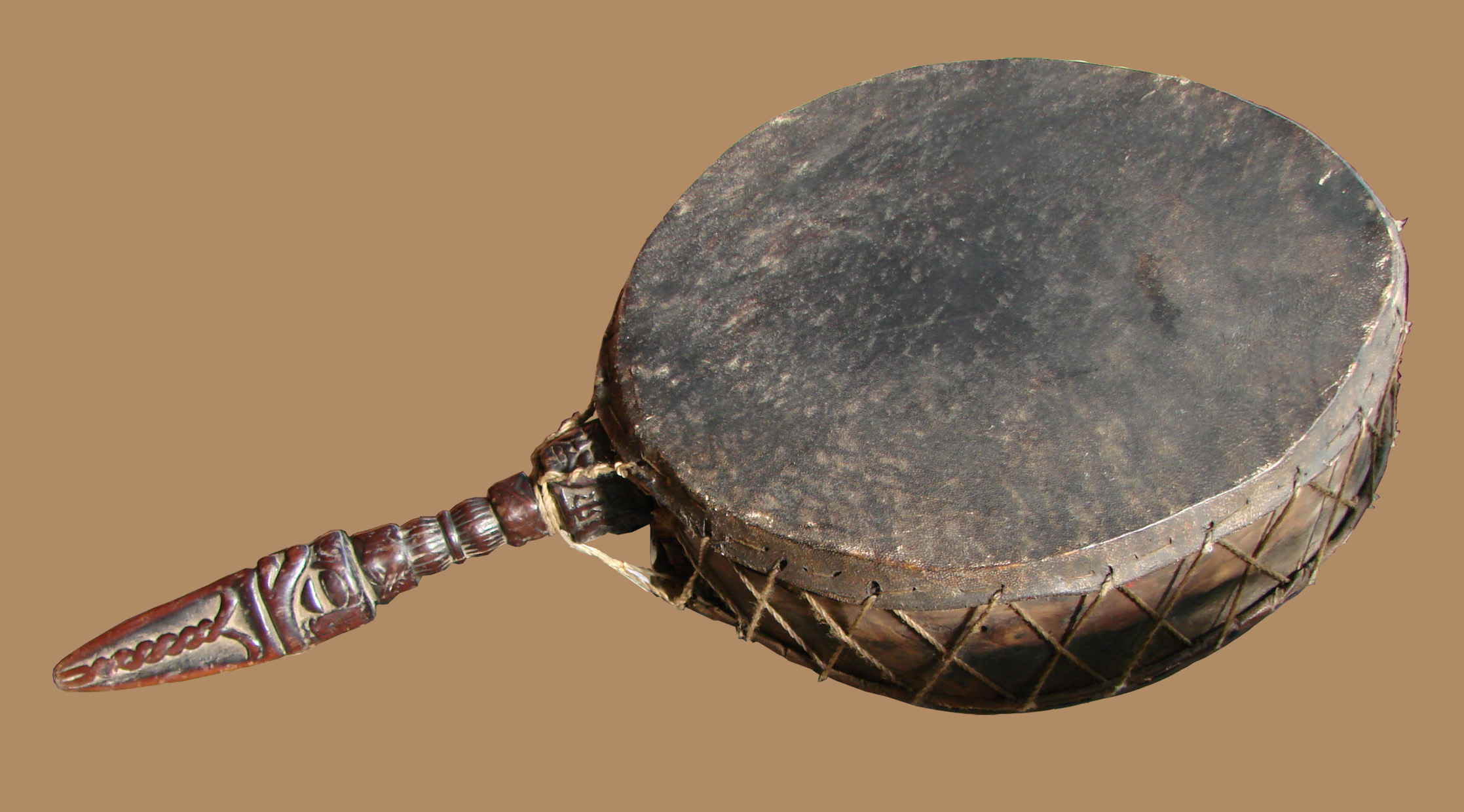
Dhyangro

Nach einer ethnologischen Forschung Ende der 1950er Jahre bestanden die Membrane aus Reh- oder Affenhaut. Alain Fournier beobachtete 1969–1970 den Schamanenkult bei den Sunwar. Nach seiner Beschreibung besteht eine dhyangro aus einem 10 Zentimeter hohen Rahmen, dessen Durchmesser 42 Zentimeter beträgt und der mit der Haut eines dreijährigen Rehwilds oder einer zweijährigen Ziege bezogen ist. Die Membrane sind nach Fournier bei den Sunwar mit Lederriemen oder Rattan gegeneinander verspannt. Der Rahmen wird aus Haselnussholz (Sunwar tsegi) oder aus Rhododendron arboreum (Sunwar thingre) hergestellt. Der etwa 30 Zentimeter lange Handgriff  (goedaki) besteht aus demselben Holz. Die dhyangro wird nach den Anweisungen eines Heilers oder Schamanen hergestellt. Die Rasselkörper im Innern setzen sich bei den Limbu, wie Philippe Sagant 1976 beschrieb, aus sieben Reiskörnern, sieben Steinchen, drei Stückchen Weihrauch und einer Kupfermünze zusammen.
Ein vor 1979 vermutlich von den Tamang hergestelltes Exemplar misst 38 Zentimeter im Durchmesser und hat einen 12 Zentimeter hohen Rand. Die beiden Membranen sind an Ringen festgenäht und diese sind mit einem dünnen Bambusstreifen V-förmig gegeneinander verspannt. Durch eine in den Rahmen eingeschnittene Öffnung lassen sich diverse Rasselkörper aus Steinchen oder Körnern einfüllen. Die Einfüllöffnung wird durch den darüber festgebundenen, hölzernen Handgriff verschlossen. Der Handgriff dieser Trommel ist 35 Zentimeter lang und besteht am Übergang zum Rahmen aus einem Abschnitt mit drei vollplastisch geschnitzten Köpfen, die von einem Perlenbandmuster begrenzt werden. Das Mittelteil erinnert entweder an einen buddhistischen Donnerkeil (Sanskrit vajra, tibetisch rdo rje) oder an eine Doppelreihe Lotosblätter, die über ein spulenförmiges Zwischenstück – als Lotosblüte (padma) interpretiert – verbunden sind. Auf beiden Seiten wird dieses Teil durch einen glückverheißenden „endlosen Knoten“ (tibetisch dpal be’u) eingerahmt. Das Ende bildet eine dreikantige Form, die wie eine Dolchschneide spitz zuläuft und auf jeder Seite mit einem Vogelkopf verziert ist. Aus dem Schnabel und aus dem Kopf jedes Vogels kommt ein Naga (Schlange) hervor. Die Leiber der beiden zu einem Vogelkopf gehörenden Schlangen umwickeln sich und bilden so einen Hermesstab, der den Zwischenraum zwischen den Schneidkanten des Dolches ausfüllt. Das Motiv wird als die mythische Auseinandersetzung zwischen der Schlange und dem Göttervogel Garuda oder als der schlangenförmige Drache Makara (tibetisch chu srin) der indischen Mythologie verstanden.

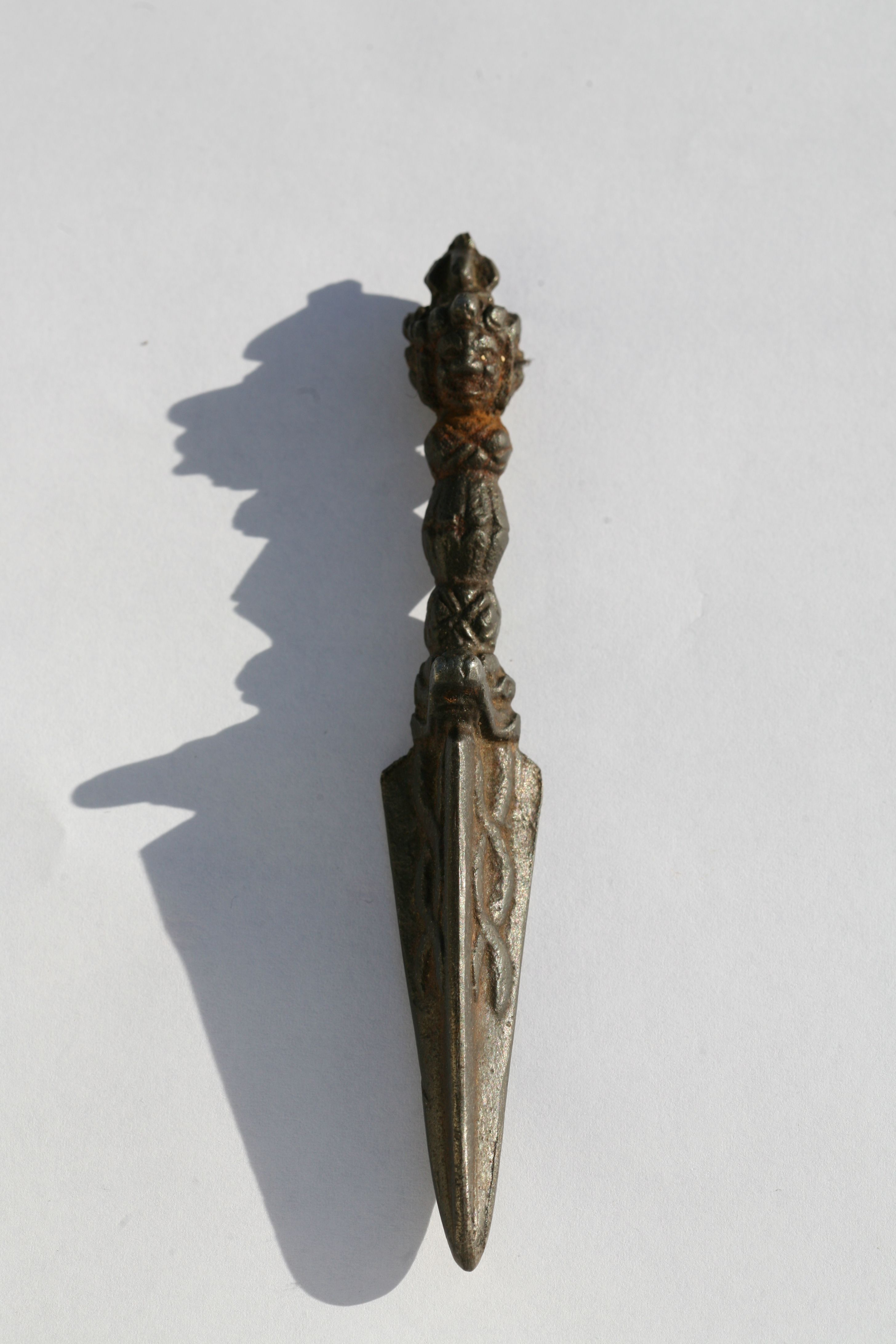
Tibetischer Ritualdolch phurba

Auch wenn die aus der buddhistischen und hinduistischen Tradition stammende Symbolik der einzelnen Ornamente und gegenständlichen Formen unterschiedlich interpretiert werden kann, so stellt der Handgriff insgesamt nach allgemeiner Auffassung einen Dolch (Nepali kila, tibetisch phurba) dar. Wen die drei Köpfe vergegenständlichen sollen, darüber gehen die Ansichten auseinander: die Göttertrinität Brahma, Vishnu und Maheswar (Shiva) oder drei namentlich genannte tibetische Lamas oder Vajrapani, Hayagriva und der zornige buddhistische Gott Amritakundali oder es handelt sich um die drei Gesichter des vergöttlichten Phurba (Vajrakila).
Von den beiden Membranen gilt eines als männlich und das andere als weiblich. Dies drückt sich in unterschiedlichen, aber miteinander in Beziehung stehenden Zeichnungen aus. Nach Alain Fournier (1974) ist auf der „weiblichen“ (auch „friedfertigen“) Seite der Sunwar-Trommel in der Mitte ein Stern über den Berggipfeln dargestellt und auf der „männlichen“ (auch „gewaltsamen“) Seite ein Trishula (Dreizack), flankiert von Sonne links und Mond rechts.
Der Rand der weiblichen Sunwar-Trommel wird von einer umlaufenden Kette von Rauten gebildet, die durch eine Kreislinie in der Mitte geteilt werden und so Dreieckspaare ergeben. Für die Sunwar stellen die mit der Spitze zur Mitte zeigenden Dreiecke Berge und die zum Rand zeigenden Dreiecke Täler dar. Die sie trennende Linie entspricht den Flüssen. Zusammen ergibt sich am Rand ein Abbild des Himalaya. Von einer gepunkteten Linie im Kreis über den Berggipfeln, welche die Sterne der Milchstraße darstellen soll, führen im Achsenkreuz vier aus jeweils vier Punkten gebildete Linien ins Zentrum. Dort befindet sich ein achteckiger Stern, von dem vier Rauten mit roter und die vier Rauten dazwischen mit weißer Farbe ausgemalt sind. Der zentrale Stern repräsentiert den Planeten Venus in dessen Zuschreibung als Morgenstern (weiß) und Abendstern (rot); die Punkte des Achsenkreuzes entsprechen den übrigen Sternen. Eine solche mythische Weltkarte mit Sonne, Mond, Sternen, menschlichen Figuren und Tieren dient auf vielen nordasiatischen Schamanentrommeln dem Schamanen als Orientierung bei seiner Jenseitsreise. Die ansonsten selten auf einer Trommel als Morgen- und Abendstern zugleich abgebildete Venus ist auch von den Teleuten bekannt.
Auf der männlichen Seite ist am Rand eine einfache Zickzacklinie zu sehen, bei der jede zweite, nach innen zeigende Spitze durch eine leicht einwärts gebogene Linie im Kreis verbunden ist. Mit der Zickzacklinie werden die Berge am Rand der Welt (entsprechend dem mythischen Ringgebirge, Qaf) dargestellt, die gebogene Linie steht für den Regenbogen. Eine gepunktete Kreislinie verweist wiederum auf die Milchstraße. Der auf einem quadratischen Podest (Altar) stehende Dreizack in der Mitte ist eines der Attribute Shivas, der in Ostnepal als Schutzgott der Schamanen gilt. Die Sonne links des Dreizacks ist als Kreis mit Strahlen erkennbar, rechts wird der Mond als abnehmende Mondsichel gezeigt. Die weißen Linien zeichnet der Schamane mit einem Finger und Kalkbrei.
Geschlagen wird die mit der linken Hand am Stiel gehaltene Trommel mit einem S-förmig gebogenen Rohr (nagading) in der rechten Hand auf beide Seiten. Die männliche Seite wird beim Spielen nach außen gehalten. Ihrer rituellen Bedeutung entsprechend kann die Trommel mit bunten Schnüren, Stoffstreifen, Pfauenfedern, Stachelschweinborsten und Blättern von magischen Pflanzen behängt sein.

## Verwendung und Bedeutung

### Jhankri

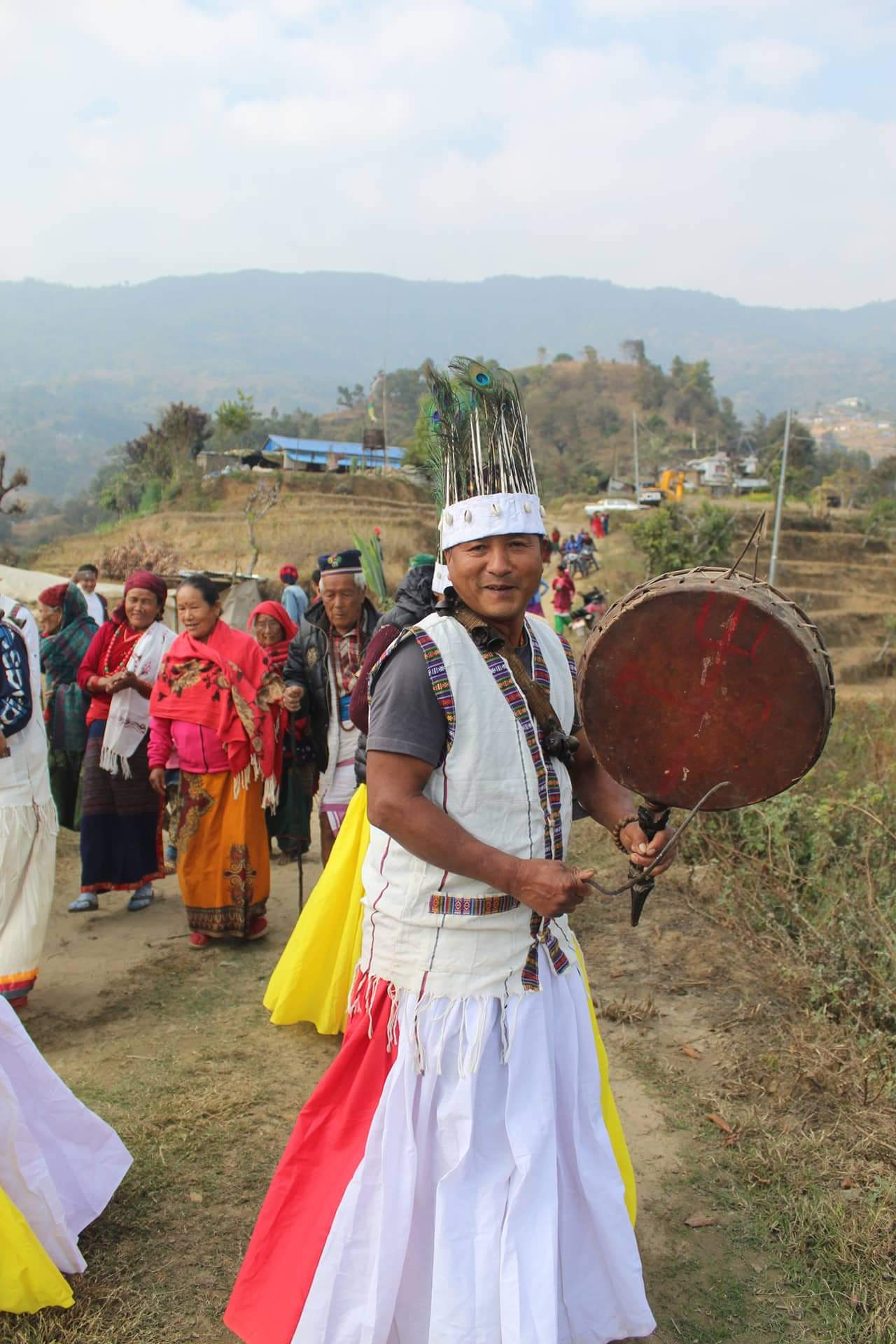
Ein Jhankri der Tamang mit einer dhyangro

Das Nepali-Wort für Schamane ist Jhankri (oder Jhakri). Der Jhankri fühlt sich mit Geistern der jenseitigen Welt in Verbindung stehend, von denen er durch Trance und in einem Besessenheitsritual Botschaften empfängt. Eine Gelegenheit, Ahnengeistern, Schlangengeistern (Nagas) und anderen Geistern (Bhutas) Ehre zu erweisen, bietet das jährliche Fest für die Clan-Gottheit, wofür am Dorfrand ein heiliger Bereich abgegrenzt und darin eine Hütte als Aufenthaltsort errichtet wird. Die Angehörigen des Clans bringen den Geistern Opfergaben in Form von Nahrungsmitteln und Blumen dar. Verehrt werden dort ebenfalls der Hochgott Mahadeo (Shiva), der im Wald hausende Schamanengeist Banjhankri („Wildnis-Schamane“) und diverse Waldgeister. Banjhankri wird als halbmenschliches und halbtierisches Wesen vorgestellt, einen Meter groß, dicht behaart und die Füße nach hinten gekehrt. In seiner linken Hand trägt er ein mit Milch gefülltes Gefäß und eine Trommel und in seiner rechten Hand einen gekrümmten Trommelschlägel. In dieser Gestalt, die er nur gelegentlich annimmt, verschleppt er Jungen und Mädchen aus den Dörfern und bringt sie in eine hinter einem Wasserfall verborgene Höhle. In einer Art mythischer Initiation lehrt er sie ein schamanisches Wissen – heilige Mantras und die Herstellung der dhyangro – und bringt seine Schüler, wenn er meint, dass sie genug gelernt haben, zurück in ihre Dörfer. Diese Verschleppung gilt als die eine mögliche Erklärung, weshalb eine Person zu einem Schamanen geworden ist. Im anderen Fall stellt sich heraus, dass eine Mensch von einem Geist besessen ist, etwa wenn er am ganzen Körper zittert oder andere ungewöhnliche Symptome zeigt. Ein solches Verhalten kann durch die Seele eines verstorbenen Jhankri verursacht sein, die nach dem Tod nicht einfach im Jenseits verschwindet, sondern sich in einem anderen Menschen niederlässt. Wenn die Seele nach 100 Jahren durch viele Jhankris durchgegangen ist, erreicht sie einen göttlichen Status.
Als Nachbereitung für die als Berufungserlebnis verstandene psychische Geistererfahrung im Wald bedarf es eines erfahrenen Schamanen, um dem Schüler den Weg zu weisen und ihm die Fähigkeit zu geben, künftig Jenseitsreisen zu machen und unbeschadet von einem Geist besessen zu werden. Vom Schamanenlehrer erhält der angehende Schamane auch seine Trommel, die ihm üblicherweise in einem Ritual übergeben wird. Jenseitsreisen werden entlang des zentralen Weltenbaums in die obere oder untere der drei Welten der schamanischen Kosmogonie im Nepal durchgeführt. Hierbei agieren die Schamanen als Vermittler für eine einzelne Person oder für die Gemeinschaft. Das Aufgabengebiet der in der traditionellen Gesellschaft hoch angesehenen Schamanen umfasst unter anderem Heilungen mit Pflanzenmedizin, die Abwendung von Gefahren und Heiratsvermittlung.
Der Schamane hält die dhyangro quer vor sich in Höhe des Kopfes und beginnt mit gleichmäßigen Schlägen zu trommeln. Dies bedeutet für ihn, dass sich sein Körper darauf vorbereitet, die aus allen Himmelsrichtungen angerufenen Geister in sich aufzunehmen. Spürt er Hitze- und Kältewallungen – als Zeichen, dass die Geister näherkommen – wechselt er unverzüglich in einen 4/4tel Takt. Ist dies geschehen, besingt er die anwesenden hilfreichen Geister und durchlebt erneut den Augenblick, als er bei seiner Initiation erstmals mit den Geistern in Berührung kam. Wenn der Schamane sich wild bewegt oder im Kreis tanzt, werden die Trommelschläge weniger. Je nach Zweck des Rituals begibt er sich auf die entsprechende Jenseitsreise. Die Trommel ist hierbei ein unverzichtbares Hilfsmittel. Die im Innern befindliche Kupfermünze oder ein rudraksha-Samen verkörpern den obersten der herbeigerufenen Geister. Nach der Vorstellung der Beteiligten enthält die Trommel die Seele des Schamanen und gelegentlich auch diejenige der durch das Ritual zu behandelnden Person. Zumeist schlägt der Schamane die männliche, nach außen gerichtete Seite. Wenn er beide Seiten verwendet, so ruft er am Anfang eines Rituals mit der „männlichen“ Seite die Geister herbei und vertreibt sie gegen Ende, indem er die „weibliche“ Seite in einem 3/4tel Takt schlägt. Die Sitzung geht danach in einen 2/4tel Takt über und endet mit einem gleichförmigen monotonen Trommelschlag. Für die Geister soll es egal sein, ob sie von einem männlichen oder weiblichen Schamanen herbeigerufen werden. Beide Geschlechter verwenden die Trommel zu denselben Zwecken. Außer mit der Trommel produziert der Schamane Geräusche mit Glöckchenketten und ist mit weiteren Ritualgegenständen behängt. Um den Körper des Patienten von den Geistern zu reinigen, verwendet er einen Besen (chamer). Zur Versöhnung der Geister können Hühner, Gänse oder Ziegen geopfert werden.
Grundlegend für die Tätigkeit des Schamanen ist die Vorstellung, dass für die Ursache einer Krankheit ein böswilliger Geist, ein Ahnengeist, eine persönliche Störung oder eine Art emotionales Ungleichgewicht in der Dorfgemeinschaft verantwortlich ist. Sich zur Krankenheilung in einen Zustand der Besessenheit zu versetzen, ist außer im Nepal auch in Tibet und Indien eine gängige traditionelle Behandlungsmethode. Der tibetische Schamane bringt sich durch den Rhythmus der Sanduhrtrommel damaru (tibetisch gcod-dar) in ein Stadium der Trance. Ein nordindischer Heiler (ojha, den Brahmanen zugehörig) ruft die Krankheitsgöttin Shitala an, wodurch er direkt mit den krankmachenden Geistern Kontakt aufnehmen und diese zur Patientenheilung lenken kann. Hierfür werden Trommelschläge und Gesang eingesetzt. In diesen Umkreis gehören in Indien auch mit Besessenheit verbundene Heilungsrituale im Tempel, etwa beim Jahresfest Siri jatre.
Schamanen gelten im Nepal als traditionelle Heiler, deren Anteil an der Behandlung von Krankheiten in den Dörfern trotz der sich seit den 1990er Jahren ausbreitenden medizinischen Grundversorgung nach westlichem Modell nach wie vor hoch ist. Neben dem Trommel schlagenden Schamanen werden zur Krankenbehandlung weitere Methoden angewendet: Trancezustand durch Murmeln von Mantras (Tantramantra), Ausblasen des böswilligen Geistes (phuknu) und Pflanzenmedizin (jadibuti), fallweise begleitet von Tieropfern. Für 1980 wurden die traditionellen Heiler im gesamten Nepal auf 400.000 bis 800.000 geschätzt, also weit über die hundertfache Zahl der vorhandenen modernen Ärzte, von denen jedoch die meisten in den wenigen Städten praktizieren. Wissenschaftliche Studien haben eine gewisse Wirksamkeit solcher traditioneller Methoden bestätigt.

### Puimbo

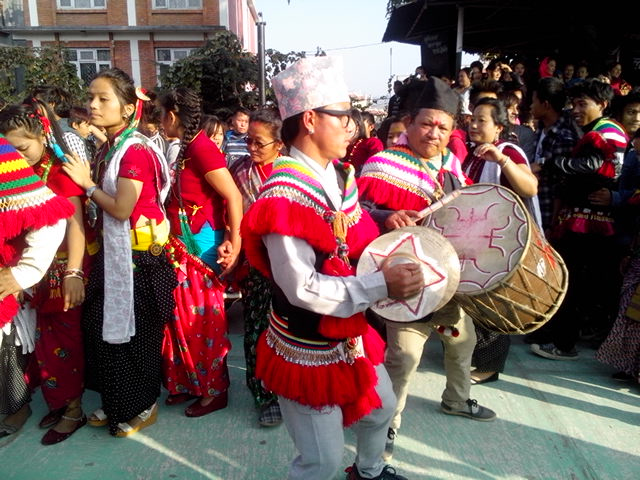
Sunwar feiern das Jahresfest Udhauli vor Beginn des Winters. Die Zeichnung auf der Zylindertrommel zeigt am Rand eine einwärts gebogene Linie und in der Mitte vier Trishuli (Dreizack): abgewandelte Motivdetails, die auf ihrer Schamanentrommel vorkommen.

Bei den Sunwar heißt der männliche Schamane Puimbo und seine weibliche Entsprechung Ngiami. Von besonderer Bedeutung ist der Priester, Naso, dessen Beruf im Unterschied zum Schamanen vererbbar ist. Der Naso ist mit der Anrufung der Gottheiten (Devatas) betraut, fällt selbst jedoch nicht in Trance und kann die Gottheiten nicht ohne Hilfe eines Schamanen beschwören. Bei öffentlichen Zeremonien, die üblicherweise tagsüber stattfinden, praktiziert der Naso Tieropfer. Die Schamanen führen dagegen ihre Rituale meist bei Nacht durch.

### Phombo
Die Jirel sind eine mit den Sunwar ethnisch verwandte Gruppe im Distrikt Dolakha. Sie nennen ihre traditionellen Heiler und Schamanen Phombo, was mit „Priester“ oder „Geistheiler“ übersetzt wird. Das Wort phombo erinnert an die Bezeichnung für den tibetischen Wahrsager, Heiler und Priester bon po (der Bon-/Bön-Tradition), der ebenfalls für seine Tätigkeiten eine Trommel (bon po’i rnga, „Trommel des bon po“) verwendet. Vom Phombo unterscheiden die Jirel den Lama, den tibetisch-buddhistischen Priester. Auch wenn einige Lamas mit Mantra-Sprüchen und mit Pflanzenmedizin als Heiler praktizieren, werden sie nicht wie Phombos von Geistern besessen. Lamas sind in die Hierarchie ihrer Religionsgemeinschaft eingebunden, während Phombos nur mit ihrem spirituellen Meister, von dem sie ihre Einführung bekommen haben, in Verbindung stehen und ansonsten ohne übergeordnete Autorität unabhängig handeln.
Zu den Gerätschaften des Phombo gehören neben der Trommel Zimbeln (jhaurta), mit denen die Geister auf die Anwesenheit des Phombo aufmerksam gemacht werden sollen, ein magischer Speer (barsa) und eine Sichel (hashiya). Speer und Sichel stellen magische Waffen gegen böswillige Geister dar. Die mehrere Stunden oder die ganze Nacht dauernde Heilungszeremonie findet im Haus des Phombo statt. Zum Zeichen der Anteilnahme haben sich Familienangehörige und Nachbarn im Behandlungsraum um den Patienten versammelt. Während der Phombo mit den Vorbereitungen beginnt, erwärmt ein Assistent die Membranen der Trommel über einem Feuer, um die richtige Tonhöhe einzustellen. Der Phombo ist mit einem knöchellangen weißen Gewand bekleidet und mit Halskette und Glöckchen behängt. Er trägt einen Kopfputz mit fünf Abbildungen buddhistischer Gottheiten, wobei die bei einem Jhankri üblichen Stachelschweinborsten und Pfauenfedern auf dem Kopf fehlen. Zur vorbereitenden Ausstattung gehören brennende Räucherstäbchen, die am Boden ausgebreiteten Waffen und ein Altar, der Menschenknochen, Mineralien, Götterstandbilder, etwas ungekochten Reis, chang (nepalesisches Hirsebier) und ein Gefäß (bumbo) mit heiligem Wasser und Blüten enthält. Nachdem der Phombo den Göttern chang offeriert hat, beginnt er die Trommel zu schlagen und mit hoher Stimme zu singen, begleitet von seinem Zimbel spielenden Assistenten. Die schneller werdenden Trommelschläge und zitternde Bewegungen sind ein Zeichen für die einsetzende Besessenheit des Phombo. Er spricht nun mit den herbeigerufenen Geistern, fragt, weshalb sie den Patienten befallen haben und gibt ihre Mitteilungen mit seiner eigenen Stimme weiter. Tanz, Trommelschlagen und die Übermittlung der Geisteraussagen dauert mit kleinen Unterbrechungen etwa eine Stunde. Danach wendet er sich direkt dem Patienten zu, um ihm die Ursache seiner Krankheit mitzuteilen. Der Patient muss etwas heiliges Wasser aus dem bumbo trinken, den der Phombo nun auf seinem Kopf platziert und damit eine weitere Stunde im Raum tanzt und Mantras spricht. Die Mantras sollen bewirken, dass der bumbo nicht beim Tanzen von seinem Kopf herabfällt. Die übernatürlichen Kräfte gehen in das Gefäß ein und machen den Inhalt somit wirkmächtig.
Im Westen Nepals gibt es einen Dhami genannten Schamanen, der keine Trommeln verwendet, wenn er seine von Geistern besessenen Patienten zu heilen versucht, indem er diese Geister in seinen eigenen Körper eindringen lässt. Er bedient sich der Hilfe eines Trommel spielenden Damai (Mitglied einer musizierenden Kaste von Schneidern auf der untersten Sozialstufe).